# Dutch East India Trading
Dutch East India Trading é uma gravadora independente fundada no Rockville Centre, em Nova York. Ela lançou artistas como Sun Dial, The Orb, The Smiths, Soul-Junk, Die Monster Die, Prong, The Cure, Robert Wyatt, A Guy Called Gerald, Bongwater, Opium Den, Indian Bingo, Meat Beat Manifesto e Doom.
A Homestead Records, a Giant Records e a Rockville Records pertenciam ao grupo Dutch East India Trading.